# Villaroger
Villaroger é uma comuna francesa na região administrativa de Auvérnia-Ródano-Alpes, no departamento da Saboia. Estende-se por uma área de 28.15 km². Em 2010 a comuna tinha 371 habitantes (densidade: 13,2 hab./km²).